# Episodi di Soko 5113 (dodicesima stagione)
La dodicesima stagione della serie televisiva Soko 5113 è stata trasmessa in anteprima in Germania dalla ZDF tra il 24 aprile 1996 e il 3 luglio 1996.
| nº | Titolo originale                   | Titolo italiano | Prima TV Germania | Prima TV Italia |
| -- | ---------------------------------- | --------------- | ----------------- | --------------- |
| 1  | Das Lächeln des Verräters (Teil 1) |                 | 24 aprile 1996    |                 |
| 2  | Das Lächeln des Verräters (Teil 2) |                 | 1º maggio 1996    |                 |
| 3  | Der Tod der alten Dame             |                 | 8 maggio 1996     |                 |
| 4  | Ausser Dienst                      |                 | 15 maggio 1996    |                 |
| 5  | Polterabend                        |                 | 22 maggio 1996    |                 |
| 6  | Stahlmann                          |                 | 29 maggio 1996    |                 |
| 7  | Der Zeuge                          |                 | 5 giugno 1996     |                 |
| 8  | Geruch                             |                 | 19 giugno 1996    |                 |
| 9  | Ein interessanter Typ              |                 | 3 luglio 1996     |                 |